# Псалом 145 (хвалебный)

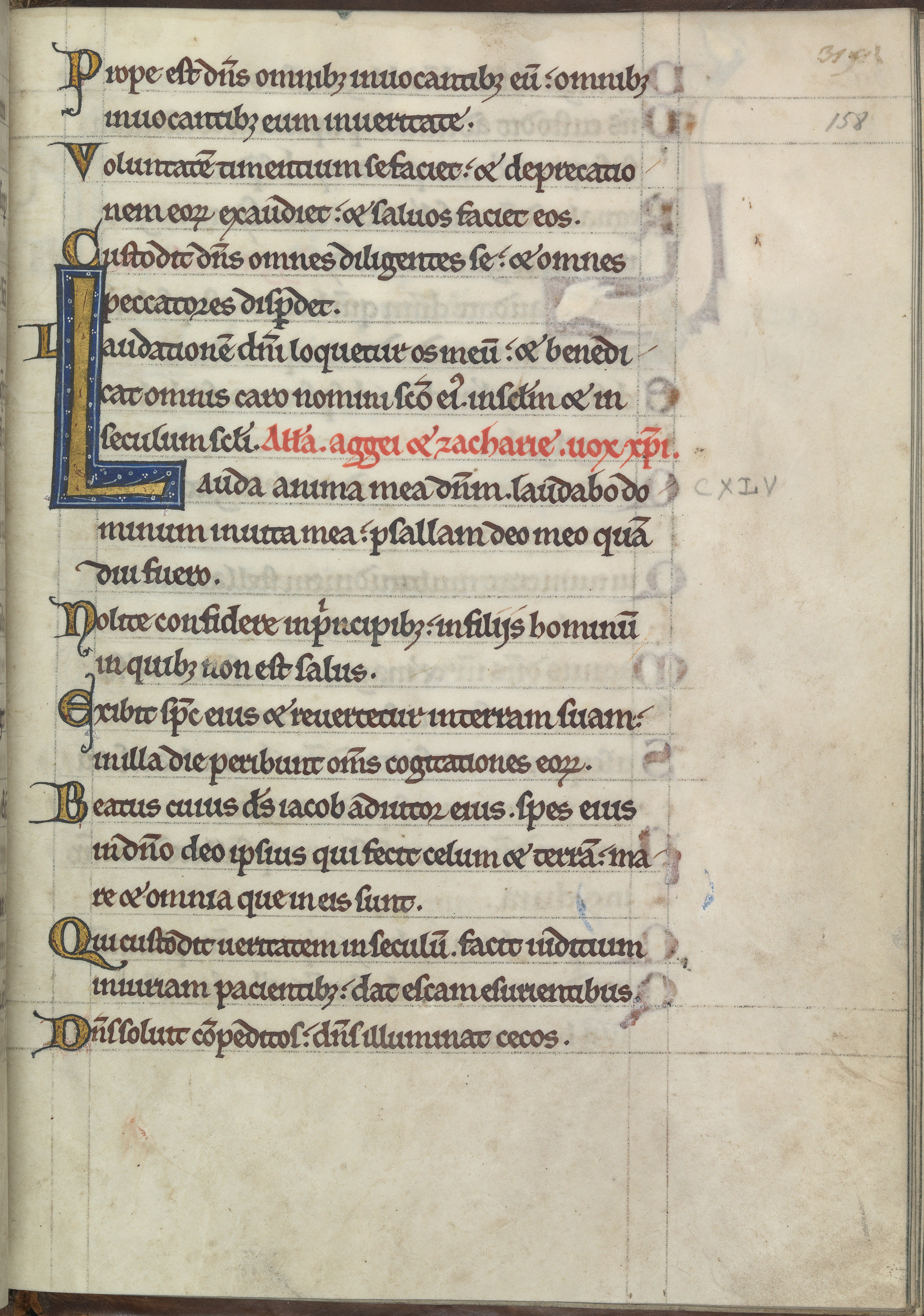
145-й псалом на листе из Псалтири Алиеоноры Аквитанской

Сто со́рок пя́тый псало́м — хвалебный литургический псалом, 145-й псалом из книги Псалтирь (в масоретской нумерации — 146-й). Предназначался для богослужения в Храме. Известен по латинскому инципиту Lauda anima mea Dominum, «Хвали душе моя Господа». Поскольку псалмы начинаются и оканчиваются словом «аллилуйя», то в христианстве и иудаизме группы псалмов 112—117 и 145—150 часто путают между собой, называя «аллилуйными», поэтому для различения группа 112—117 названа «пасхальной», а 145—150 — «хвалебной».
Псалмы 145, 146 и 147, 149 — хвала Господу за дарованные Им милости еврейскому народу, и они взаимно дополняют друг друга. Так 145-й псалом — о возвращении евреев из плена, псалмы 146 и 147 — о восстановлении и укреплении Иерусалима, 149-й псалом — о восстановлении еврейской национальности.
Раши отмечал, что в иудаизме из «хвалебных» утренних псалмов 144—150, лишь псалмы 148 и 150 заслуживают названия «хвалебных», ввиду частого повторения в них слова «хвалите» и указывал петь молитву, а после неё два псалма — 148, 150, Саадия Гаон упоминал шесть псалмов: 144, 146, 147, 148, 149, 150, Маймонид перечислял семь псалмов: 144, 145, 146, 147, 148, 149, 150. Ныне в ортодоксальном иудаизме следуют указаниям последнего.
Автор псалма призывает полагаться на Господа, а не на людей, превозносит Господа как Творца (стих 6) и Вседержителя (стих 10), Который, несмотря на Своё величие, нисходит к нуждам бедных, слабых и притесняемых (стихи 7—9).

## Текст
Псалом возможно поделить на четыре части:
I. Хвала-1 (стихи 1—2).
II. Тщетная надежда (стихи 3—4).
III. Праведная надежда (стихи 5—9).
IV. Хвала-2 (стих 10).

Казалось бы, здесь перед нами полностью чёрно-белая картина, состоящая из строго синонимичных или антонимичных высказываний. Но всякий раз, как мы настраиваемся на привычные стереотипы, псалмопевец вводит нечто новое. Господь сотворил небо и землю, это выражение встречается достаточно часто — но тут к этой самодостаточной паре добавляется море и «всё, что наполняет их». Дальше мы видим перечисление его благих дел, и, что интересно, имя Господа появляется лишь к концу 7-го стиха, чтобы затем повторяться в начале каждой строки 8-го стиха и снова исчезнуть к концу 9-го, где глагол перейдёт с второго места на последнее — то есть при строгой смысловой синонимии варьируется форма. Но бывает и наоборот, когда при сохранении формального единства
меняется содержание: строка «Господь любит праведников» построена по той же модели, что и строки «Господь распрямит согбенных» и «Господь сохранит странников», но говорит она совершенно о другом.
— А. С. Десницкий
Псалом начинается и оканчивается словом «аллилуйя» в еврейском тексте, но лишь начинается им в греческом тексте и церковнославянском переводе, но не оканчивается им. 145-й псалом ссылается на 144-й псалом. По мнению преподавателя Кембриджского университета и раввина Solomon Marcus Schiller-Szinessy, пение 144-го псалма на утреннем иудейском богослужении является более древней традицией, чем зачитывание последующих хвалебных псалмов 145—150.

Хвали, душа моя, Господа.

Буду восхвалять Господа, доколе жив;

буду петь Богу моему, доколе есмь.

Не надейтесь на князей,

на сына человеческого, в котором нет спасения.

Выходит дух его, и он возвращается в землю свою:

в тот день исчезают помышления его.

Блажен, кому помощник Бог Иаковлев,

у кого надежда на Господа Бога его,

сотворившего небо и землю, море и всё, что в них,

вечно хранящего верность,

творящего суд обиженным,

дающего хлеб алчущим.

Господь разрешает узников,

Господь отверзает очи слепым,

Господь восставляет согбенных,

Господь любит праведных.

Господь хранит пришельцев,

поддерживает сироту и вдову,

а путь нечестивых извращает.

Господь будет царствовать во веки,

Бог твой, Сион, в род и род.

Аллилуия.
— Пс. 145

## Толкование
Надписание
«Аллилуия. Аггея и Захарии»
По мнению Феодорита Кирского надписание «Аггея и Захарии» является допиской позднейших толкователей, которой не было ни в еврейском тексте, ни в греческом в екзаплах. Протоиерей Разумовский предположил, что дописка была внесена с целью показать, что этот псалом был любимым, якобы, во времена пророков Аггея и Захарии. Такие же надписания есть в греческом тексте в псалмах 146, 147, 148. Подобное надписание есть в церковнославянском переводе 137-го псалма. В Сирийской Псалтири надписание более подробное «Сказано пророками Аггеем и Захарией, поднявшимися из вавилонского плена, об утреннем богослужении священников».
Первый стих
«Хвали, душа моя, Господа»
Ср. «благослови, душа моя, Господа» (Пс. 102:1, 22) (также 103:1, 35).
Второй стих
«Буду восхвалять Господа, доколе жив; буду петь Богу моему, доколе есмь»
Ср. «буду петь Господу во всю жизнь мою, буду петь Богу моему, доколе есмь» (Пс. 103:33).
Третий стих
«Не надейтесь на князей, на сына человеческого, в котором нет спасения»
«На князей» в греческом тексте — «на начальников», ср. «лучше уповать на Господа, нежели надеяться на князей» (Пс. 117:9); «на сына человеческого», ср. «лучше уповать на Господа, нежели надеяться на человека» (Пс. 117:8).
Четвёртый стих
«Выходит дух его, и он возвращается в землю свою: в тот день исчезают помышления его»
Слово «помышления» в еврейском тексте — арамеизм (עשתנתיו), по еврейски должно было бы быть написано מחשבותיו‎. Это арамейское слово упоминается лишь раз в Танахе в этом псалме.
Пятый стих
«Блажен, кому помощник Бог Иаковлев, у кого надежда на Господа Бога его»
«Блажен» — счастлив принимающий от Бога особую благодать и милость (ср. заповеди блаженства). «Помощник Бог Иаковлев» — эти слова выражают суть всего псалма, описывающие, как именно проявляются сила Господа и сострадательность; «кому помощник Бог Иаковлев» (שאל יעקב‎), где префикс ש‎ является талмудическим сокращением слова «который» (אשר‎), ср. «блажен народ, у которого Господь есть Бог» (Пс. 143:15) (שיהוה‎). Слово «надежда» в еврейском тексте — арамеизм (שברו, в Таргуме — סבריה), которое встречается в Танахе лишь дважды, и в качестве глагола «уповают» в 144:15.
Jucunditas maerentium (Радость скорбящим)
Eternitas viventium (Бессмертие живущим)
Sanitas languentium (Исцеление ослабленным)
Ubertas egentium (Изобилие нуждающимся)
Satietas esurentium (Насыщение алчущим)
Седьмой стих
«Творящего суд обиженным, дающего хлеб алчущим. Господь разрешает узников»
«Творящего суд обиженным» схоже с «Господь творит правду и суд всем обиженным» (Пс. 102:6), а «дающего хлеб алчущим» схоже с «ибо Он насытил душу жаждущую и душу алчущую исполнил благами» (Пс. 106:9). Освобождение узников и прозрение слепых также упомянуто в Ис. 42:7.

…Питает живущих, оживляет умерших, поддерживает падающих, исцеляет болеющих, разрешает узников…
Оригинальный текст (иврит)מכלכל חיים בחסד מחיה מתים ברחמים רבים סומך נופלים ורופא חולים ומתיר אסורים‎
— 2-е благословение молитвы «Амида»
Восьмой стих
«Господь отверзает очи слепым, Господь восставляет согбенных, Господь любит праведных»
«Отверзает очи слепым» в греческом тексте — «умудряет слепых»; порядок слов в греческом тексте иной, нежели в еврейском, вначале о согбенных, после о слепых. «Господь восставляет согбенных» сходно с «восставляет всех низверженных» (Пс. 144:14) — арамеизм (в Таргуме — זקף כפיפין). Стихи 8—9 показывают признаки параллелизма, так в 8-м — «Господь любит праведных», «а путь нечестивых извращает» — в 9-м; в 8-м — «Господь восставляет согбенных», «поддерживает сироту и вдову» — в 9-м.
Девятый стих
«Господь хранит пришельцев, поддерживает сироту и вдову, а путь нечестивых извращает»
Пришелец, сирота и вдова — категории материально незащищённых людей среди еврейского народа, лишаемых права наследования. Пришелец в греческом тексте — «прозелит». Любить пришельца — одна из заповедей, нарушающий которую становится «нечестивым» (см. «пришельца не притесняй и не угнетай его, ибо вы сами были пришельцами в земле Египетской. Ни вдовы, ни сироты не притесняйте» (Исх. 22:21, 22)). «Нечестивых извращает» в греческом тексте — «грешников уничтожит», ср. «хранит Господь всех любящих Его, а всех нечестивых истребит» (Пс. 144:20).
Десятый стих
«Господь будет царствовать во веки, Бог твой, Сион, в род и род. Аллилуия»
Ср. «царство Твоё — царство всех веков, и владычество Твоё во все роды» (Пс. 144:13).

## Богослужебное использование
Православие
Целиком 145-й псалом поют в последовании изобразительных, во время Великого поста, в пятницу на утрени от недели Антипасхи до отдания Воздвижения Креста в 20-й кафизме и после отдания Воздвижения Креста, до отдания праздника Богоявления, в праздник Благовещения на утрени в четверг. Отдельные стихи псалма поют по разным случаям.
Католицизм
Согласно Уставу святого Бенедикта, 145-й псалом поют на вечерни в субботу.
Иудаизм
145-й псалом произносят в составе ежедневного галеля в утренних молитвах. Также во время новолуния (точнее — неомении) в начале месяца в вечернем богослужении в составе молитв освящения луны.
145:10 «Господь будет царствовать во веки, Бог твой, Сион, в род и род. Аллилуия» произносят в конце молитвы «Кдуша».

## Рецепция
Литература
| Хвали, душе моя, Бога твари всея, до конца си жизни восхвалю моея. Песнь Богу моему имам воспевати, До́ндеже в существе даст ми пребывати. Надежды во князех вси не полагайте, в сынех человечих вы не уповайте. Яко спасение в них не обитает, изшедшу бо духу плоть ся в прах вращает. А помышления тогда исчезают, ибо умышленных дел не содевают. Блажен человек, есть ему же от Бога Иаковля помощь и надежда многа. На Господа жива, иже сотворил есть небо, землю, море и вся исполнил есть. На Господа во век истинну храняща и суд обидимым людем си творяща. Алчущым доволство пищу дающаго, окованныя же люди решащаго. Симеон Полоцкий, «Псалтирь рифмотворная», 1678 | Хвалу всевышнему владыке Потщися, дух мой, воссылать; Я буду петь в гремящем лике О нем, пока могу дыхать. Никто не уповай вовеки На тщетну власть Князей земных: Их те ж родили человеки, И нет спасения от них. Когда с душею разлучатся И тленна плоть их в прах падет, Высоки мысли разрушатся, И гордость их и власть минет. Блажен тот, кто себя вручает Всесильному во всех делах И токмо в помощь призывает Живущего на небесах, Несчетно многими звездами Наполнившего высоту И непостижными делами Земли и моря широту, Творящего на сильных нищу По истине в обидах суд, Дающего голодным пищу, Когда к нему возопиют. Господь оковы разрешает И умудряет он слепцов, Господь упадших возвышает И любит праведных рабов. Господь пришельцев сохраняет И вдов приемлет и сирот. Он грешных дерзкий путь скончает. В Сионе будет в род и род. М. В. Ломоносов, 1747 | Хвали, душа моя; хвали Надъ всѣми Го́спода Всесильна; Ему будь похвала умильна; Всегда едину ту внемли: Въ жизнь Бога восхвалю прекрасно, Пока есмь, буду пѣть возгла́сно. О! вы, изъ смертныхъ всѣ людей, На бренны́хъ вы не уповайте; Ниже́ надежду возлагайте На толь бодря́щихся Князе́й: Спасать, не ихъ отнюдъ есть дѣло, Ихъ также тлѣ подсудно тѣло. Изъ человѣча сына духъ, Исшедъ, отъ узъ какъ-свободи́тся; То трупъ его и возвратится Въ свою́ персть, прахъ, и въ землю вдругъ: Въ тотъ день всѣ замыслы растаютъ, Намѣренiя погибаютъ. Блаженъ! кому-Іа́ковль Богъ Помощникъ есть и Заступитель; Кому-Госпо́дь Богъ Покровитель, И са́мыя Надежды Рогъ: Сотворшій Небо, Море, Землю, И все, что-счи́слить не поемлю. Онъ истинну хранитъ во вѣкъ; Обидимымъ творитъ расправу; И подаетъ тѣмъ пи́щу здраву, Которыи-отъ-человѣ́къ Ослабѣваютъ алча въ гладѣ: Онъ ставитъ всѣхъ и все въ прохладѣ. Господь рѣшитъ въ око́вахъ-кто; Господь слѣпцовъ толь умудряетъ; Господь возведши удобряетъ Низве́рженныхъ особъ въ ничто: Онъ любитъ, правдою пространныхъ; Блюдетъ сиротъ; и вдовъ, и странныхъ. Господь Самъ истребляетъ путь, И беззаконія грѣшащихъ; Онъ ненавидитъ зломъ дышащихъ, Сражаетъ полну скверны грудь: Господне Царство въ вѣчны годы; Онъ Богъ Твой, о! Сіонъ, въ родъ-ро́ды. В. К. Тредиаковский, 1753 | Не уповайте на Князей, Они рожденны отъ людей, Всякъ по естеству на свѣтѣ честью равенъ, Земля родитъ, земля пожретъ: Рожденный всякъ, рожденъ умретъ, Богатъ и нищъ презрѣнъ и славенъ. Тогда исчезнутъ лѣсти тѣ, Которы данны суетѣ, Чемъ родилися, безстыдно, человѣки! Скончаются ихъ кратки дни, И вѣчно протекутъ они, Какъ гордыя, шумя, текущи быстро рѣки. Когда изъ нихъ изыдетъ духъ, О нихъ пребудетъ только слухъ, Лежащихъ у земли безчувственно въ утробѣ: Лишатся гордостей своихъ, Погибнутъ помышленья ихъ, И пышны титла всѣ сокроются во гробѣ. А. П. Сумароков, 1787 |